# Павлунина
Павлу́нина (рос. Павлунина) — присілок у складі Катайського району Курганської області, Росія. Входить до складу Великокасаргульської сільської ради.
Населення — 10 осіб (2010, 12 у 2002).
Національний склад станом на 2002 рік: росіяни — 100 %.